# Palm Beach Gardens
Palm Beach Gardens är en stad (city) i Palm Beach County, i delstaten Florida, USA. Enligt United States Census Bureau har staden en folkmängd på 49 010 invånare (2011) och en landarea på 143 km².